# ЛГБТ+ жаргон
ЛГБТ жаргон је специфична врста речи које су створиле ЛГБТ+ особе ради брзе, лакше, али и сигурније комуникације унутар заједнице, те због искључивања/укључивања одређених особа из/у комуникације. Енглески језик препун је израза за лајфстајл феномене који се вежу уз ЛГБТ популацију, њене супкултуре и попратне појаве и изразе из тог језика позајмљује велик број других језика, прилагођавајући их и правећи калкове, што је случај са свим језицима присутним у нашем региону.
Жаргонски изрази који се користе у Србији и региону:
- Бер (енг. bear) - Крупни, маљави мушкарац (меда).
- Бер чејсер (енг. bear chaser) - Мушкарац који активно тражи берове за емотивни или сексуални однос.
- Бучица - Деминутив од енглеског израза „butch lesbian”, стереотипно замишљена као од стене одваљена лезбијка.
- Ботом, пас - Мушкарац пасиван у аналном сексу.
- Воугинг - Популарни такмичарски плес чији је циљ надмашити противника у кореографији без физичког дотицања.
- Геј френдли - Односи се на места, политике, особе или институције које су отворене и подржавајуће за ЛГБТ особе.
- Гејдар - Интуитивна способност процене сексуалне оријентације других особа, заснива се искључиво на стереотипима везаним за ЛГБТ особе и невербалним знаковима.
- Деди (енг. daddy) - Старији мушкарац.
- Јас (енг. yas) - Разигран и неозбиљан сленг еквивалентан узбуђеној или слављеничкој употреби узвика „јес”.
- Каб (енг. cub) - Млађи медвед или медвед нижег раста, обично неискусан.
- Квин (енг. queen) - Може имати више значења. Употребљава се као израз за феминизираног мушкарца, дрег краљицу или диву.
- Крузинг - Вожња или шетња по крају у потрази за сексуалним партнером, обично анонимним и једнократним.
- Лезбро (енг. lesbro) - Стрејт мушкарац који се углавном дружи са лезбијкама.
- Лезба, леца - Лезбијка.
- Ормаруша - Особа која прикрива своју сексуалност (сакрива се у ормару).[2]
- Отер (енг. otter) - Мршав, витак и длакав мушкарац.
- Педер, пешко, дерпе - Геј мушкарац. Овај израз се сматра погрдним.[3]
- Платинум геј - Геј мушкарац који је рођен царским резом и никад није имао контакт са вагином.
- Сајз квин (енг. size queen) - Геј или би мушкарац који је опседнут величином пениса потенцијалног партнера.
- Стрејт ектинг (енг. straight acting) - Геј мушкарац „хетеросексуалног” јавног наступа.
- Твинк - Младолик, мршав геј мушкарац који има мало или нимало длака на телу и лицу.[4]
- Терф - Транс искључива радикална феминисткиња.[5]
- Топ, акт - Мушкарац активан у аналном сексу
- Транџа - Погрдан израз за транс особу.[6]
- Уни - Особа која ужива и у активној и у пасивној улози током сексуалног односа.
- Фемица - Лезбијка чије су физичке особине, понашање, те стил (коришћење шминке, одевање) и самоперцепција женствени, типични за родну улогу жене.
- Хегуша - Стрејт жена која се углавном дружи са геј мушкарцима.
- Џендер бендер (енг. gender bender) - Oписује особу која прелази или искривљује границе очекиваних родних улога и родног изражавања.